# Ейвар Відлунд
Ейвар Відлунд (швед. Eivar Widlund, нар. 15 червня 1906, Еребру — пом. 15 березня 1968, Стокгольм) — шведський футболіст, воротар.

## Клубна кар'єра
У дорослому футболі дебютував 1928 року виступами за команду клубу АІК, кольори якої і захищав протягом усієї своєї кар'єри гравця, що тривала вісім років. 
Помер 15 березня 1968 року на 62-му році життя у Стокгольмі.

## Виступи за збірну
1930 року дебютував в офіційних матчах у складі національної збірної Швеції. Протягом наступних трьох років провів у формі головної команди країни 5 матчів, пропустивши 11 голів.
Згодом був включений до складу шведської збірної для участі у чемпіонаті світу 1934 року, що проходив в Італії, проте на цьому турнірі був лише резервистом основного голкіпера команди Андерса Ридберга і на поле не виходив.